# 六本木純情派
「六本木純情派」（ろっぽんぎじゅんじょうは）は、1986年10月29日にビクター音楽産業より発売された荻野目洋子の10枚目のシングル。

## 概要
「六本木純情派」というタイトルの由来は、曲の打ち合わせ場所が六本木にあるホテルだったことがきっかけとなっている。当初はB面曲になる予定だったが、メロディーが良かったためA面となった。この曲で荻野目は第38回NHK紅白歌合戦に2年連続2回目の出場を果たした。
作曲者の吉実明宏は、第20回日本作曲大賞にてこの曲で優秀作曲者賞を受賞している。
B面の「ロマンティック・オデッセイ」はファミコン用ゲームソフト『銀河伝承』主題歌。
このシングルから、シングルカセットも発売されるようになった。カセットのみ、収録曲のオリジナル・カラオケが収録されている。

## 記録
オリコンチャートでは初のTOP3入りを果たす。最高位第3位まで上昇、シングル売上が26万枚を超え、荻野目自身『ダンシング・ヒーロー (Eat You Up)』に次ぐ2番目のヒット曲となった。累計売上は60万枚（公称）。
TBS系音楽番組『ザ・ベストテン』では11週連続でランクインを果たし、最高位は2位まで上昇した。なお、同番組において1986年の年間ランキングでは第40位、翌1987年の年間ランキングでは第54位にそれぞれランクインした。
1987年度の日本音楽著作権協会（JASRAC）発表による楽曲別の著作権使用料分配額（国内作品）で上位を演歌が独占する中、年間7位を記録した。
この曲で第20回日本有線大賞有線音楽賞、'86FNS歌謡祭優秀歌謡音楽賞、第29回日本レコード大賞金賞を受賞した。

## 収録曲
1. 六本木純情派（3分29秒）
作詞：売野雅勇／作曲：吉実明宏／編曲：新川博
2. ロマンティック・オデッセイ（4分9秒）
作詞：森浩美／作曲・編曲：伊藤銀次

## カバー
六本木純情派
- プリシラ・チャン - 香港の歌手。1987年のアルバム『變、變、變』に広東語歌詞の「貪、貪、貪」として収録。
- ノーランズ - 1991年のアルバム『TIDAL WAVE～淋しい熱帯魚～』に英語歌詞の「ROPPONGI STREET」として収録。
- Max Lux - ロシア出身の女性ヴォーカルユニット。2016年のカバーアルバム『砂の果実 Fujiyama Paradise Tribute』に収録。
- Ms.OOJA - 2022年のカバーアルバム『流しのOOJA 2 ～VINTAGE SONG COVERS～』に収録。